# DDR-Oberliga 1981-1982
L'edizione 1981-82 della DDR-Oberliga è stato il trentacinquesimo campionato calcistico di massimo livello in Germania Est.

## Avvenimenti
La data dell'inizio del campionato fu fissata al 22 agosto 1981: già dopo due giornate nessuna squadra, eccetto il Rot-Weiß Erfurt poteva vantare punteggio pieno. La squadra fu subito raggiunta da un gruppo includente Dinamo Berlino, Carl Zeiss Jena e Magdeburgo: fu quest'ultima squadra a staccarsi progressivamente e ad assumere il comando alla quinta giornata per poi essere raggiunto di nuovo dal Carl Zeiss Jena, che dopo tre giornate si ritrovò solo al comando. Il primato della squadra durò tuttavia una sola giornata: tra il nono e il dodicesimo turno si alternarono in vetta Magdeburgo e Dinamo Berlino con quest'ultima squadra che al giro di boa si trovò con tre punti di vantaggio sul Magdeburgo.
Il girone di ritorno fu un assolo della Dinamo Berlino, la quale riuscì a gestire il proprio vantaggio e ad allungare verso la fine del torneo fino ad arrivare, a tre giornate dal termine a +7 dal Lokomotive Lipsia e dal Carl Zeiss Jena, vantaggio sufficiente per la vittoria del quarto titolo consecutivo. I verdetti per la lotta in zona UEFA (che vide cinque squadre raggruppate in tre punti) si decisero all'ultima giornata: grazie alla vittoria in coppa nazionale della Dinamo Dresda si qualificarono Lokomotive Lipsia, Vorwärts Francoforte e Carl Zeiss Jena, quest'ultimo raggiunto all'ultima giornata da Magdeburgo ma qualificato grazie alla miglior differenza reti. In zona retrocessione caddero invece in DDR-Liga con una giornata di anticipo l'Energie Cottbus e l'esordiente Chemie Buna Schkopau.

## Classifica finale
|  |     | DDR-Oberliga 1981-82 | Pt | G  | V  | N | P  | GF | GS | DR  |
|  | --- | -------------------- | -- | -- | -- | - | -- | -- | -- | --- |
|  | 1.  | BFC Dynamo           | 41 | 26 | 18 | 5 | 3  | 74 | 27 | +47 |
|  | 2.  | Dinamo Dresda        | 34 | 26 | 15 | 4 | 7  | 50 | 24 | +26 |
|  | 3.  | Lokomotive Lipsia    | 33 | 26 | 13 | 7 | 6  | 53 | 29 | +24 |
|  | 4.  | Vorwärts Francoforte | 33 | 26 | 14 | 5 | 7  | 56 | 39 | +17 |
|  | 5.  | Carl Zeiss Jena      | 32 | 26 | 14 | 4 | 8  | 49 | 27 | +22 |
|  | 6.  | Magdeburgo           | 32 | 26 | 13 | 6 | 7  | 49 | 42 | +7  |
|  | 7.  | Rot-Weiß Erfurt      | 28 | 26 | 10 | 8 | 8  | 55 | 44 | +11 |
|  | 8.  | Hansa Rostock        | 25 | 26 | 9  | 7 | 10 | 37 | 40 | -3  |
|  | 9.  | Karl-Marx-Stadt      | 24 | 26 | 9  | 6 | 11 | 50 | 38 | +12 |
|  | 10. | Wismut Aue           | 23 | 26 | 8  | 7 | 11 | 33 | 48 | -15 |
|  | 11. | Hallescher           | 23 | 26 | 8  | 7 | 11 | 28 | 46 | -18 |
|  | 12. | Sachsenring Zwickau  | 14 | 26 | 4  | 6 | 16 | 24 | 57 | -8  |
|  | 13. | Energie Cottbus      | 11 | 26 | 3  | 5 | 18 | 21 | 62 | -41 |
|  | 14. | Chemie Buna Schkopau | 11 | 26 | 3  | 5 | 18 | 21 | 77 | -52 |

### Verdetti
- Dinamo Berlino campione della Germania Est 1981-82. Qualificato in Coppa dei Campioni 1982-83.
- Dinamo Dresda qualificato in Coppa delle Coppe 1982-83
- Lokomotive Lipsia, Vorwärts Francoforte e Carl Zeiss Jena qualificate in Coppa UEFA 1982-83
- Energie Cottbus e Chemie Buna Schkopau retrocesse in DDR-Liga.

## Statistiche

### Capoliste solitarie
- 2ª giornata:  Rot-Weiß Erfurt
- 5ª giornata:  Magdeburgo
- 8ª giornata:  Carl Zeiss Jena
- 9ª giornata:  BFC Dynamo
- 10ª giornata:  Magdeburgo
- 12ª-26ª giornata:  BFC Dynamo

### Club
- Maggior numero di vittorie:  BFC Dynamo (18)
- Minor numero di sconfitte:   BFC Dynamo (3)
- Migliore attacco:  BFC Dynamo (74 reti fatte)
- Miglior difesa:  Dinamo Dresda (24 reti subite)
- Miglior differenza reti:  BFC Dynamo (+47)
- Maggior numero di pareggi:  Rot-Weiß Erfurt (8)
- Minor numero di pareggi:  Dinamo Dresda e  Carl Zeiss Jena (4)
- Maggior numero di sconfitte:  Energie Cottbus e  Chemie Buna Schkopau (18)
- Minor numero di vittorie:  Energie Cottbus e  Chemie Buna Schkopau (3)
- Peggior attacco:  Energie Cottbus e  Chemie Buna Schkopau (21 reti fatte)
- Peggior difesa:  Chemie Buna Schkopau (77 reti subite)
- Peggior differenza reti:  Chemie Buna Schkopau (-52)

### Classifica cannonieri
|  | Gol | Marcatore          | Squadra              |
|  | --- | ------------------ | -------------------- |
|  | 19  | Rüdiger Schnuphase | Carl Zeiss Jena      |
|  | 16  | Jürgen Heun        | Rot-Weiß Erfurt      |
|  | 16  | Reiner Pietsch     | Vorwärts Francoforte |
|  | 16  | Joachim Streich    | Magdeburgo           |
|  | 14  | Ralf Minge         | Dinamo Dresda        |
|  |     |                    |                      |